# عباس رضوی
عباس رضوی کاشانی (زاده ۱ دی ۱۳۲۴ شمیران تهران) با اصالتی کاشانی، بازیکن فوتبال و مربی اهل ایران است.

## دوران بازی
رضوی فوتبالش را از یکی از تیم‌های پایه تاج به نام افسر آغاز کرد و به گفته خودش عاشق بیوک جدی‌کار ستاره تاج بود. او به جز دوران کوتاهی که به تیم جعفری پیوست، تا پایان دوران فوتبالش در تیم افسر بافی ماند. ضمن اینکه تیم افسر چند سال با نام اقبال در مسابقات ظاهر می‌شد.

## دوران مربی‌گری
او مدرک مربی‌گری خود را در سن ۲۶ سالگی دریافت کرد. رضوی مربی‌گری را هم‌زمان با بازی برای تیم اقبال به عنوان دستیار رسول مددنوعی در تیم جوانان تهران آغاز کرد و سهم بزرگی در بازیکن‌سازی فوتبال تهران به عهده گرفت. وی پس از بازنشستگی از بازی، در چندین باشگاه ایرانی مانند برق شیراز، ابومسلم و استقلال تهران در دهه پنجاه مربی‌گری کرد. تیم برق شیراز با مربی‌گری رضوی در سال ۱۳۵۶ عنوان بهترین تیم شهرستانی جام تخت جمشید را به دست آورد و به عنوان پاداش راهی جام استقلال چین شد.
در دهه شصت، او با توسعه فوتبال جوانان درگیر شد و عمدتاً در سطوح نوجوانان و جوانان با تیم‌های ملی ایران کار می‌کرد. او به عنوان دستیار، با چندین مربی مشهور مانند رودلف ایلووفسکی، کلامان ماذلی، حشمت مهاجرانی کار کرده‌است. در سالهای دهه ۹۰ میلادی به عنوان سرمربی در چند باشگاه در لیگ سوئد و اخیراً یک دوره کوتاه با راه‌آهن در سال ۲۰۰۶ همکاری کرد.

## افتخارات

#### به عنوان مربی

##### جوانان تهران
- قهرمانی جوانان کشور: ۱۳۵۹